# O dramă în văzduh
O drama în văzduh (în franceză Un drame dans les airs) este o povestire scrisă de Jules Verne care a apărut în numărul din august 1851 al publicației Musée des familles sub titlul La Science en famille. / Un voyage en ballon. / (Réponse à l'énigme de juillet.) („Știința în familie. / O excursie într-un balon. / (Răspuns la ghicitoare din iulie.”)). În 1874, Pierre-Jules Hetzel a publicat-o în antologia Doctorul Ox.

## Povestea
În momentul plecării într-o scurtă călătorie cu balonul, naratorul se trezește cu un necunoscut care se precipită în nacelă. Acesta îl obligă pe narator se urce tot mai sus și tot mai repede, în timp ce povestește incidentele legate de vehiculele mai ușoare ca aerul. Curând, devine evident că necunoscutul este un nebun cu tendințe suicidale, care este dispus chiar să distrugă balonul în zbor.

## Comentarii
Prin intermediul unui prieten, bancherul și publicistul francez Charles Wallut (1829-1899), Jules Verne a luat legătura cu editorul publicației conservatoare lunare Musée des familles. După ce a publicat în luna iulie a anului 1851 "O dramă în Mexic", în luna următoare a apărut această nouă povestire, ilustrată cu cinci desene de Alexandre de Bar. Peste douăzeci și trei de ani, o formă ușor revizuită a apărut în culegerea de povestiri Doctorul Ox, ilustrațiile fiind realizate de Émile Bayard.
Acest text scurt prefigurează romanul mult mai substanțial Cinci săptămâni în balon.

## Teme abordate în cadrul povestirii
- Aerostatul
- Nebunia

## Lista personajelor
- Empédocle
- Érostrate

## Adaptări
- 1904 - Un drame dans les airs, film mut francez în regia lui Gaston Velle (1872-1948), scenariul fiind semnat de Z. Rollini.[1]
- 1973 - Slomannaia podkova, film sovietic în regia lui Semion Aranovici.[2]

## Traduceri în limba română
- 1975 - O dramă în văzduh - în volumul Doctorul Ox, Ed. Ion Creangă, Colecția „Jules Verne”, vol. 7, traducere Sanda Radian
- 2003 - O dramă în văzduh - în volumul Doctor Ox, Ed. Corint, ISBN 973-653-461-8
- 2005 - O dramă în văzduh - în volumul O dramă în văzduh, Ed. Minerva, colecția Ion Hobana Prezintă Maeștrii Anticipației Clasice, traducere Ion Hobana, ISBN 973-21-0729-4
- 2007 - Călătorie prin văzduh - în volumul Călătorii extraordinare, Ed. Paralela 45, traducere Dan Starcu, 160 pag., ISBN 978-973-47-0019-6
- 2010 - O dramă în văzduh - în volumul Doctorul Ox, Ed. Adevărul, Colecția „Jules Verne”, vol. 7, traducere Daniela-Andreea Andronic, ISBN 978-606-539-145-1